# Ronald Fraser
Ronald Fraser est un acteur anglais, de son nom complet Ronald Gordon Fraser, né à Ashton-under-Lyne (Angleterre) le 11 avril 1930, mort à Londres (Angleterre) le 13 mars 1997.

## Biographie
Après sa formation à la Royal Academy of Dramatic Art de Londres, Ronald Fraser débute au théâtre, durant la saison 1954-1955, au sein de la troupe du Bristol Old Vic, dans des pièces de William Shakespeare, auquel il reviendra par la suite. À Broadway (New York), il participe à une comédie musicale, adaptée d'une production française, en 1965 (voir la rubrique "Théâtre" ci-dessous).
Au cinéma, entre 1957 et 1993, il apparaît dans des films britanniques et américains, ainsi que dans un film français. Il participe aussi, pour la télévision, à des séries et téléfilms, de 1957 à 1996.

## Filmographie partielle

### au cinéma
- 1960 : Les Horizons sans frontières (The Sundowners) de Fred Zinnemann
- 1961 : La Patrouille égarée (The Long and the Short and the Tall) de Leslie Norman
- 1962 : The Girl on the Boat de Henry Kaplan :  le colonel (non crédité)
- 1962 : Le Meilleur Ennemi (The Best of Enemies) de Guy Hamilton
- 1962 : Les Enfants du capitaine Grant (In Search of the Castaways) de Robert Stevenson
- 1963 : Hôtel International (The V.I.P.s) d'Anthony Asquith
- 1963 : L'Étrange Mort de Miss Gray (Girl on the Headlines) de Michael Truman
- 1964 : Allez France ! de Robert Dhéry
- 1965 : Le Vol du Phœnix (The Flight of the Phœnix) de Robert Aldrich
- 1967 : Les Chuchoteurs (The Whisperers) de Bryan Forbes
- 1967 : Une fille nommée Fathom (Fathom) de Leslie H. Martinson
- 1968 : Les Filles du code secret (Sebastian)
- 1968 : Faut-il tuer Sister George ? (The Killing of Sister George) de Robert Aldrich
- 1969 : Davey des grands chemins (Sinful Davey) de John Huston
- 1969 : L'Ultime Garçonnière (The Bed Sitting Room) de Richard Lester
- 1970 : Trop tard pour les héros (Too Late the Hero) de Robert Aldrich
- 1975 : Le Tigre de papier (Paper Tiger), de Ken Annakin
- 1978 : Les Oies sauvages (The Wild Geese) d'Andrew V. McLaglen
- 1982 : À la recherche de la panthère rose (Trail of the Pink Panther) de Blake Edwards
- 1986 : Absolute Beginners de Julien Temple
- 1989 : Scandal de Michael Caton-Jones

### à la télévision (séries)
- 1961 : Destination Danger (Danger Man), Saison 1, épisode 26 Deux Frères (The Brothers) de Charles Frend
- 1965 : Première série Chapeau melon et bottes de cuir (The Avengers), Saison 4, épisode 2 Les Fossoyeurs (The Gravediggers) de Quentin Lawrence (en)
- 1976 : Regan (The Sweeney), Saison 3, épisode 1 Selected Target de Tom Clegg (en)
- 1978 : Le Club des Cinq (The Famous Five), Saison 1, épisodes 4 et 5 Les Cinq et la tour des contrebandiers, 1re et 2e parties (Five go to Smuggler's Top) de Peter Duffell
- 1988 : Doctor Who : épisode « The Happiness Patrol » : Joseph C
- 1992 : Taggart, Saison 8, épisodes 1 à 3 Délice Violent (Violent Delights) d'Alan Mcmillan
- 1993 : Les Aventures du jeune Indiana Jones (The Young Indiana Jones Chronicles), Saison 2, épisodes 13 et 14 Le Train fantôme, 1re et 2e parties (Young Indiana Jones and the Phantom Train of Doom) de Peter MacDonald

## Théâtre (sélection)
Pièces de William Shakespeare, jouées à Londres, sauf mention contraire
- 1954-1955 : La Mégère apprivoisée (The Taming of the Shrew), avec Donald Moffat, Ann Todd ; Richard II, avec D. Moffat, John Neville ; Macbeth, avec D. Moffat, J. Neville, A. Todd ; Peines d'amour perdues (Love's Labour's Lost), avec D. Moffat, J. Neville, A. Todd ; Henri IV, 1re partie, 2e partie (Henry IV, Part I, Part II), avec D. Moffat, J. Neville, A. Todd ; Comme il vous plaira (As you Like it), avec D. Moffat, J. Neville
- 1957-1958 : La Nuit des rois, ou Ce que vous voudrez (Twelfth Night, or What you will), avec Judi Dench, John Neville ; Le Songe d'une nuit d'été (A Midsummer Night's Dream), avec J. Dench, Jack Gwillim ; Mesure pour mesure (Measure for Measure), avec J. Dench, J. Neville ; Henri VIII (Henry VIII), avec J. Dench, John Gielgud, J. Gwillim ; Henri VI, 1re partie, 2e partie, 3e partie (Henry VI, Part I, Part II, Part III), avec J. Dench (sauf 3e partie), J. Gwillim
- 1965 : La Grosse Valse (La Grosse Valise en anglais)[1], comédie musicale, musique de Gérard Calvi, lyrics d'Harold J. Rome, livret de Robert Dhéry, chorégraphie de Colette Brosset, avec Guy Grosso, Michel Modo, Guy Bertil (à Broadway)
- 1982-1983 : Star Quality de Noël Coward, avec Bryan Forbes, Emlyn Williams (à Bath)
- 1986-1987 : High Society de Richard Eyre, avec Natasha Richardson

## Note
1. ↑  Il s'agit d'une adaptation de la comédie musicale française La Grosse Valse, créée au Théâtre des Variétés en 1962.